# Arena Cora
Die Arena Cora ist ein Fußballstadion mit Leichtathletikanlage in Tepic, der Hauptstadt des mexikanischen Bundesstaates Nayarit. Das für Leichtathletik- und Fußballveranstaltungen konzipierte Stadion kann 12.945 Besucher aufnehmen und dient dem Fußballverein Deportivo Tepic als Heimspielstätte.  Der Name wurde zu Ehren der im Bundesstaat Nayarit beheimateten indigenen Volksgruppe Cora gewählt.

## Geschichte
Das Stadion wurde am 12. Juni 2011 eröffnet. Die offizielle Einweihung fand zwei Wochen später am 25. Juni 2011 mit einem Freundschaftsspiel zwischen Chivas Guadalajara und Deportivo Toluca statt. Toluca dominierte das Spiel über weite Strecken und gewann verdient mit 1:0 durch ein Tor, das Raúl Nava in der 22. Minute erzielte. Das Spiel wurde vom WM-Schiedsrichter Marco Antonio Rodríguez geleitet. Im Kader von Chivas standen mit Cristian Morán und Miguel Jiménez zwei im hiesigen Bundesstaat Nayarit geborene Spieler.